# Sibbaldiopsis
Sibbaldiopsis es un género de plantas de la familia Rosaceae. Sibbaldiopsis tridentata (Ait.) Rydb. (anteriormente Potentilla tridentata Ait.), la tridentada potentilla es la única representante del género. Los trabajos en el sistema filogenético han encontrado S. tridentata más cerca de Aphanes y Sibbaldia que de Potentilla (Erikkson et al. 2003).
S. tridentata se encuentra comúnmente en el este de Canadá y parte de Groenlandia, noreste de EE. UU., con poblaciones dispersas extendiéndose debajo de los Montes Apalaches. Las poblaciones más conocidas se encuentran en Georgia y Carolina del Norte, y crecen a grandes altura en suelos rocosos. (USDA 2007). 
S.tridentata es una pequeña planta perenne que alcanza 3-30 cm de altura. Sus hojas son tri-palmeadas de 1-4 cm de longitud con el ápice dentado. Las hojas se colorean en invierno a menudo de rojo. Las flores son pequeñas, blancas y radiales. Las flores individualmente se asemejan a la Potentilla (Radford et al. 1968). 
S. tridentata está en peligro en cinco estado de USA (USDA 2007).